# Надя Свиларова
Надя Свиларова е една от първите български оперни певици (сопрано), пяла най-вече на италианските оперни сцени.

## Биография
Родена е през 1900 г. в София, в семейство на интелектуалци.
Учи едновременно в гимназия и в Държавното музикално училище, първо при Ефимия Илкова, после при Иван Вулпе.
Първата ѝ поява на сцена е още като ученичка, през 1917 г. в операта „Съюзници“ на Богдана Гюзелева-Вулпе. През 1918 г. участва в оперетата „Маркиз Бонели“, постановка на Ангел Сладкаров. Една година по-късно, през 1919 г., вече като стажантка в Народната опера, дебютира в ролята на Аида от едноименната опера на Джузепе Верди и след няколко месеца стаж талантливата певица е назначена на редовна длъжност в операта, където изпълнява редица роли.
През 1923 г. заминава на свои собствени разноски за Италия, без никакви протекции и връзки, с желание да специализира. Още преди да мине година е забелязана от педагози и диригенти. Дебютът ѝ е през 1926 г. на сцената на Генуезката опера в ролята на Тоска от едноименната опера на Пучини. Следват участия в Театро Комунале в Болоня и Ла Фениче във Венеция, в „Аида“ и „Бал с маски“. След тези успешни изяви решава да се установи в Италия. От есента на същата 1926 година редовно участва в оперни спектакли в театрите на Палермо, Парма и на музикалния фестивал във Флоренция. В репертоара ѝ влизат десетки роли, но изпълненията ѝ на Тоска и Аида стават еталон и символ на майсторството ѝ. 
През 1929 г. Надя Свиларова получава покана за работа в миланската Ла Скала, където се представя с коронната си роля на Тоска. В турнето на Ла Скала в Южна Америка Надя Свиларова участва заедно друга българска оперна певица – Надя Ковачева. До 1930 г. гостува неколкократно в Народната опера.
Надя Свиларова е омъжена за брата на известния италиански оперен певец Салваторе Бакалони.